# جون ستراوس
جون ستراوس (بالإنجليزية: John Strauss)‏ هو ملحن أمريكي، ولد في 28 أبريل 1920، وتوفي في 14 فبراير 2011 بسبب مرض باركنسون.

## وصلات خارجية
- جون ستراوس على موقع IMDb (الإنجليزية)
- جون ستراوس على موقع ميوزك برينز (الإنجليزية)
- جون ستراوس على موقع قاعدة بيانات برودواي على الإنترنت (الإنجليزية)
- جون ستراوس على موقع ديسكوغز (الإنجليزية)
- جون ستراوس على موقع قاعدة بيانات الفيلم (الإنجليزية)